# ضغط ديناميكي
إذا تحرك المائع، فإن الضغط المقاس يعتمد على ضغط السكون وأيضا على الضغط الناتج عن طاقة حركته. الضغط الناتج عن حركة المائع يسمى الضغط الحركي أو الضغط الديناميكي ويساوي:
{\displaystyle q={\tfrac {1}{2}}\,\rho \,u^{2},}
حيث:
| {\displaystyle q\;}     | الضغط الديناميكي بوحدة الباسكال. |
| {\displaystyle \rho \;} | كثافة المائع بوحدة kg/m3.        |
| {\displaystyle u\;}     | سرعة المائع بوحدة m/s.           |

## المعنى الفيزيائي
الضغط الديناميكي هو الطاقة الحركية لوحدة الحجوم. الضغط الديناميكي واحد من الكميات المتواجدة في مبدأ بيرنولي الذي يمكن اشتقاقه من مبدأ حفظ الطاقة لمائع متحرك. في الحالات المبسطة فإن الضغط الديناميكي هو الفرق بين ضغط الركود والضغط الإستاتي.
هناك جانب آخر مهم للضغط الديناميكي والذي يوضحه التحليل البعدي حيث أن إجهاد الديناميكا الهوائية المأخوذ من طائرة تسير بسرعة v يتناسب طرديا مع كثافة الهواء ومربع السرعة. بالتالى عند النظر إلى التغير في q خلال سريان الطائرة، فإنه من المحتمل معرفة كيفية تغير الإجهاد ومعرفة متى سيصل لأقصى قيمة له. 

## الاستخدامات

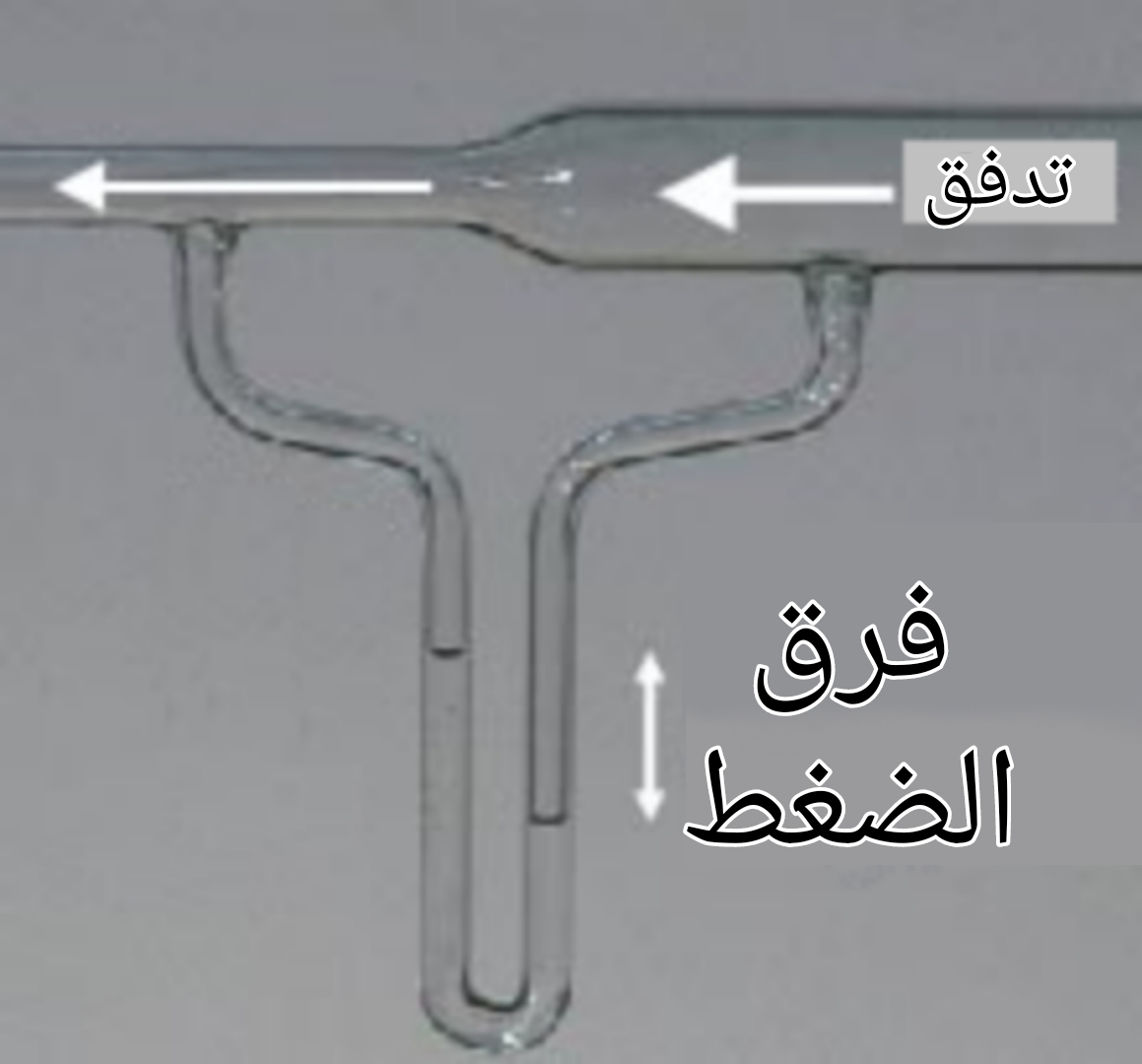
هواء يسير في أنبوب فينتوري، يوضح أعمدة متصلة في شكل حرف U مملوءة بالماء.

يستخدم الضغط الديناميكي والضغط الإستاتي والضغط الناتج عن الارتفاع في مبدأ بيرنولي للأنظمة المغلقة. الضغوط الثلاثة تستخدم لتعريف حالة نظام مغلق لمائع غير قابل للانضغاط ثابت الكثافة. 
إذا قسمنا الضغط الديناميكي على حاصل ضرب عجلة الجاذبية والكثافة فينتج الطاقة السرعية (velocity head). في السريان خلال قناة فينتوري (بالإنجليزية: venturi flow meter)‏ فإن عمود فرق الضغط (differential pressure head) يستخدم لحساب عمود فرق السرعة (differential velocity head). 

## السريان الانضغاطي
يستخدم لفظ الضغط الديناميكي للسريان غير الانضغاطي فقط ولكن يمكن استخدامه أيضا للسريان الانضغاطي.
 إذا كان المائع غاز مثالي (الهواء) فإن الضغط الديناميكي يمكن التعبير عنه بدالة تشمل ضغط المائع وعدد ماخ:
بتطبيق قانون الغاز المثالي:
{\displaystyle p_{s}=\rho _{m}\,R\,T,\,}
تعريف سرعة الصوت {\displaystyle a}  وعدد ماخ {\displaystyle M}:
{\displaystyle a={\sqrt {\gamma \,R\,T \over m_{m}}}}   and   {\displaystyle M={\frac {u}{a}},}
{\displaystyle q={\tfrac {1}{2}}\,\rho \,u^{2}}:
{\displaystyle q={\tfrac {1}{2}}\,\gamma \,p_{s}\,M^{2},}
حيث:
| {\displaystyle p_{s}\;}                  | الضغط الإستاتي بوحدة البسكال.                                       |
| {\displaystyle \rho _{m}\;}              | الكثافة المولية للغاز المثالى بوحدة mol/m3.                         |
| {\displaystyle m_{m}\;}                  | كتلة واحد مول من الغاز المثالى ووحدتها kg/mol.                      |
| {\displaystyle \rho \ =\rho _{m}m_{m}\;} | كثافة الغاز المثالى ووحدته kg/m3.                                   |
| {\displaystyle R\;}                      | ثابت الغاز العام ( J/(mol·K 8.3144).                                |
| {\displaystyle T\;}                      | درجة الحرارة المطلقة بوحدة كلفن (K).                                |
| {\displaystyle M\;}                      | عدد ماخ (ليس له وحدة).                                              |
| {\displaystyle \gamma \;}                | نسبة السعة الحرارية (ليس له وحدة) (1.4 للهواء عند مستوى سطح البحر). |
| {\displaystyle u\;}                      | سرعة السريان ووحدته m/s.                                            |
| {\displaystyle a\;}                      | سرعة الصوت ووحدته m/s.                                              |